# WikiLeaks
WikiLeaks es un medio de comunicación y organización mediática editorial sin ánimo de lucro, creado en 2006 por Julian Assange. WikiLeaks se ha hecho reconocido por la publicación de documentos clasificados y otros medios proporcionados por fuentes anónimas. Assange, que actualmente impugna su extradición a Estados Unidos por su implicación en la organización, cedió las riendas a Kristinn Hrafnsson, que ejerce como redactor jefe desde septiembre de 2018.
El sitio web de la organización afirma haber publicado más de diez millones de documentos y análisis asociados. Su publicación más reciente data de 2021, mientras que la última publicación de documentos originales fue en 2019. Sin embargo, desde noviembre de 2022, muchos de los documentos del sitio web de la organización son inaccesibles.
WikiLeaks ha contribuido a sacar a la luz graves violaciones de los derechos humanos y de las libertades civiles cometidas por diversos gobiernos. En particular, publicó imágenes del ataque aéreo del 12 de julio de 2007 en Bagdad, titulado «Asesinato colateral», en el que periodistas iraquíes de Reuters y varios civiles fueron asesinados por la tripulación de un helicóptero estadounidense. La organización también ha publicado filtraciones como cables diplomáticos de Estados Unidos y Arabia Saudí, correos electrónicos de los gobiernos de Siria y Turquía, y documentos que revelan corrupción en Kenia y en la empresa privada Samherji.
Además, WikiLeaks ha sacado a la luz herramientas de ciberguerra y vigilancia creadas por la CIA, y la vigilancia del presidente francés por parte de la Agencia de Seguridad Nacional (NSA). Durante la campaña de las elecciones presidenciales estadounidenses de 2016, WikiLeaks publicó correos electrónicos del Comité Nacional Demócrata (DNC) y del director de campaña de Hillary Clinton, que mostraban que el DNC actuó como un brazo de la campaña de Clinton durante las primarias, tratando de socavar la campaña de Bernie Sanders. Esto provocó la dimisión de la presidenta del DNC y causó un daño significativo a la campaña de Clinton.
A pesar de sus elogios por aumentar la transparencia, ayudar a la libertad de prensa y desafiar a las instituciones poderosas, WikiLeaks ha sido criticado por la inadecuada conservación de algunos de sus contenidos y por violar la privacidad personal. Se le ha acusado de revelar información personal sensible, como números de la Seguridad Social estadounidense, datos médicos, números de tarjetas de crédito y detalles de intentos de suicidio. La organización también ha sido criticada por presuntos prejuicios contra Clinton y a favor de Trump, asociaciones con el Gobierno ruso, compraventa de filtraciones y falta de transparencia interna. Tras la publicación de Vault 7, la CIA definió a WikiLeaks como un «servicio de inteligencia hostil no estatal».

## Filtraciones

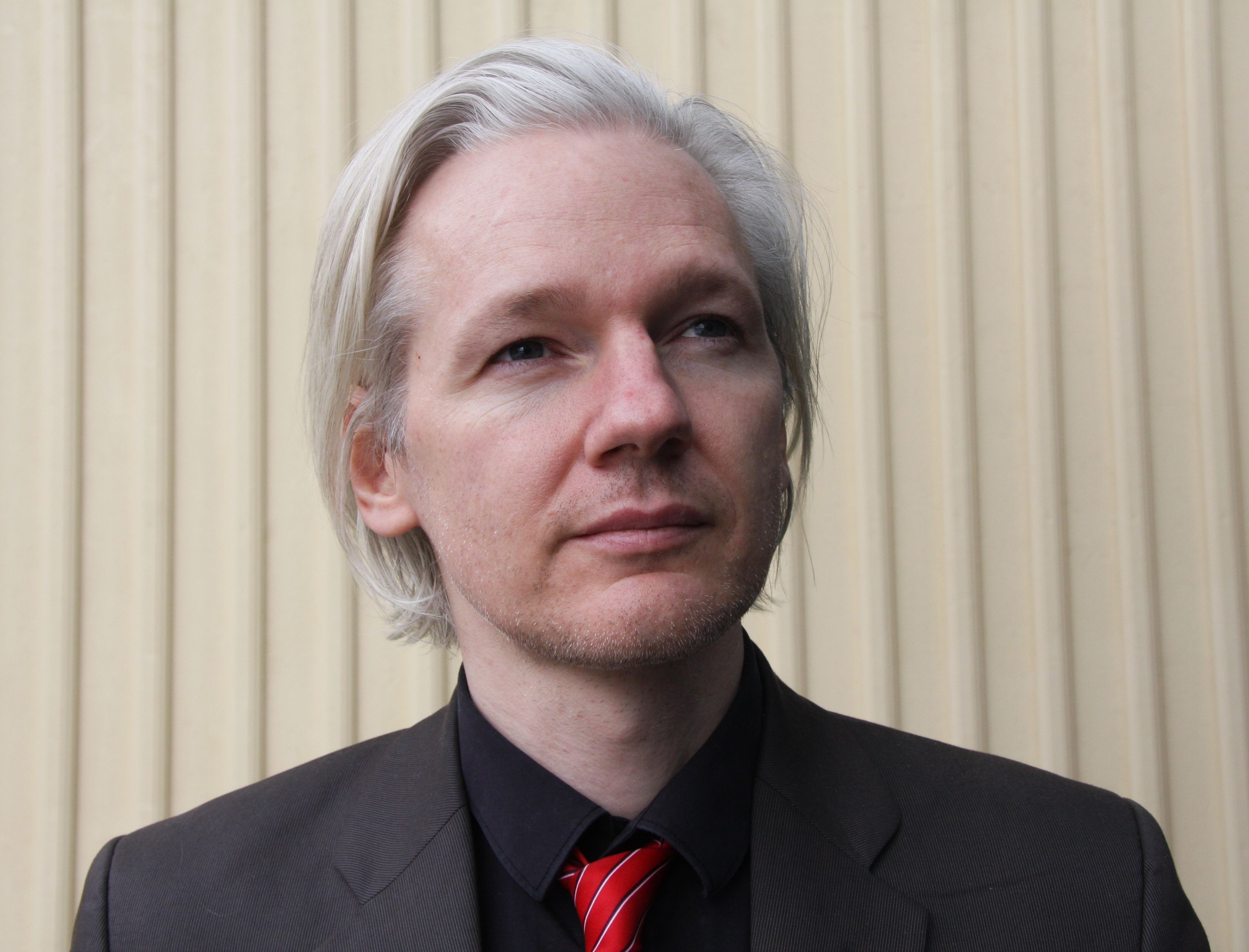
Julian Assange, fundador y director de WikiLeaks.

### 2010

#### Vídeo de tiroteo a periodistas (13 de julio de 2007Baghdad airstrike)
El día 5 de abril de 2010 WikiLeaks publicó un vídeo del 14 de julio de 2007 en el que se ve cómo soldados estadounidenses disparan al reportero de Reuters Namir Noor-Eldeen, a su ayudante y a nueve personas más, algunas de ellas cuando posteriormente iban a llevarse a los muertos y heridos. Se ve claramente que ninguno de ellos hizo el amago de atacar al helicóptero Apache desde el que se les dispara, aunque tampoco lo ven. Aunque la agencia Reuters solicitó en numerosas ocasiones el material, les fue negado hasta que WikiLeaks lo consiguió inédito y puso en jaque al aparato militar de EE. UU.

#### Diarios de la Guerra de Afganistán: 25 de julio de 2010
En relación con la Guerra de Afganistán iniciada en 2001, el 25 de julio de 2010 los periódicos The Guardian, The New York Times y Der Spiegel hicieron públicos un conjunto de unos 92.000 documentos sobre la Guerra de Afganistán entre los años 2004 y 2009. Estos les llegaron a través de WikiLeaks sin compensación económica a la página.
Entre los documentos se incluyen sucesos no revelados hasta el momento: víctimas civiles provocadas por soldados de Estados Unidos y por soldados de los países aliados, fuego amigo, conexiones entre la inteligencia pakistaní y los talibanes insurgentes. Otros documentos, en torno a 15.000, no fueron liberados a falta de comprobar que no supongan un peligro para gente inocente, mientras que otros no serán filtrados por el mismo motivo.
Estados Unidos acusó a WikiLeaks de poner en peligro la vida de civiles a los que se tomó declaración para elaborar los informes militares. El fundador de WikiLeaks, Julian Assange, ha manifestado que la Casa Blanca estaba informada una semana antes de la publicación con el objeto de «minimizar la aparición de los nombres de algunos informantes». Según Assange, el Gobierno de EE. UU. se negó a colaborar y no dio respuesta alguna, además, ha indicado que no se han publicado otros 15.000 documentos para proteger la identidad de algunas personas que aparecen en ellos. Estos contactos previos a la publicación han sido negados por el El Pentágono.

#### Registros de la Guerra de Irak: 22 de octubre de 2010
El 22 de octubre de 2010 WikiLeaks hace público Irak War Logs (Documentos de la Guerra de Irak), 391.831 documentos filtrados desde El Pentágono (sede del Departamento de Defensa de los Estados Unidos) sobre la Guerra de Irak y su ocupación entre el 1 de enero de 2004 y el 31 de diciembre de 2009 en los que se revelan, entre otros asuntos, el uso sistemático de torturas, la cifra de 109.032 muertos en Irak -de los que 66.081 fueron civiles, el 63%; 23.984 'enemigos etiquetados como insurgentes'; 15.196 del «país anfitrión» (las fuerzas del gobierno iraquí) y 3.771 fueron muertos «amigos» (fuerzas de la coalición)-. Cada día, de media, murieron 31 civiles, durante un período de seis años. En los Diarios de la Guerra de Afganistán, publicado anteriormente por WikiLeaks, que abarca el mismo período, murieron unas 20.000 personas. Además del número de muertos y otros crímenes, la filtración confirma la ayuda de Irán a las milicias iraquíes. Como en la filtración de los Diarios de la Guerra de Afganistán el seguimiento de la filtración se hace a través de la página de WikiLeaks y de las ediciones digitales de The Guardian y The New York Times, Le Monde, Der Spiegel, El País, Al Jazeera y el Bureau of Investigative Journalism.
The Guardian informó que el 21 de octubre había recibido todos los documentos. El 22 de octubre de 2010 Al Jazeera, adelantándose media hora al horario establecido, lanzó la filtración denominada Registros de la Guerra de Irak. Poco después de que el material de origen estuviera disponible en los medios indicados se colgó en la página web de WikiLeaks con funciones de búsquedas dada la cantidad de material filtrado. La BBC citando al Pentágono consideró los Registros de la Guerra de Irak «la mayor filtración de documentos clasificados de su historia».
Según Julian Assange, los documentos de la Guerra de Irak publicados reflejan la verdad de la Guerra de Irak: las autoridades estadounidenses dejaron sin investigar cientos de informes que denunciaban abusos, torturas, violaciones e incluso asesinatos perpetrados sistemáticamente por la policía y el ejército iraquí, aliados de las fuerzas internacionales que invadieron el país. Oficiales británicos y estadounidenses insistían hasta ahora en que no había registro oficial de las víctimas. Los informes, apoyados por evidencias médicas, describen la situación de prisioneros con los ojos vendados, maniatados, recibiendo golpes, latigazos y soportando descargas eléctricas. Todo ello en conocimiento del Pentágono, de las autoridades militares y políticas de Estados Unidos y también de otras fuerzas internacionales que han participado en la Guerra de Irak (básicamente Gran Bretaña junto con EE. UU.). Aunque no consta que los soldados estadounidenses perpetraran abusos, sí que utilizaron la amenaza de abusos por parte de las fuerzas iraquíes para obtener información de los detenidos.

#### Los papeles del Departamento de Estado: 28 de noviembre de 2010 (Cablegate)
El 28 de noviembre de 2010, WikiLeaks filtró a la prensa internacional una colección de 251.187 cables o comunicaciones entre el Departamento de Estado estadounidense con sus embajadas por todo el mundo (denominados en inglés United States diplomatic cables leak, Cablegate o  Secret US Embassy Cables). Se trata de la mayor filtración de documentos secretos de la historia. WikiLeaks proporcionó esa información a los diarios The Guardian, The New York Times, Le Monde, El País y al semanario Der Spiegel.
Las filtraciones de telegramas y documentos, de carácter no secreto, confidencial y secretos, afectan a un gran número de países, entre ellos a Afganistán, Alemania, Arabia Saudía, Argentina, Australia, Bolivia, Bosnia Herzegovina, Brasil, Canadá, Chile, China, Colombia, Corea del Norte, Corea del Sur, Cuba, Ecuador, Egipto, El Salvador, Emiratos Árabes Unidos, España, Francia, India, Irán, Israel, Italia, Japón, Kosovo, Kuwait, México, Nicaragua, Pakistán, Panamá, Paraguay, Perú, Reino Unido, Rusia, Serbia, Siria, Sudáfrica, Turquía, Túnez, Uruguay, Venezuela y Yemen.

#### Archivoinsurance.aes256
El 29 de julio WikiLeaks añadió en su página de descargas sobre los Diarios de la Guerra de Afganistán un enigmático archivo (insurance.aes256) denominado insurance file («archivo de seguro» en inglés). El archivo es particularmente grande (1,39 GB), y está cifrado con AES por lo que se precisa de una clave, de 256 bits, para descifrarlo. Ni Wikileaks ni Julian Assange han dado aclaraciones sobre su contenido o su intención. Se especula con que se trataría de una filtración cuya contraseña se haría pública en caso de que WikiLeaks sufriera algún ataque grave que hiciese que la organización quedara incapacitada. Sería un plan de contingencia conceptualmente similar al sistema de seguridad del «pedal de hombre muerto» que se usa en las locomotoras. A pesar de los ataques a la página de WikiLeaks el archivo sigue estando disponible al público en sitios de descarga de torrents como The Pirate Bay u otros.
Assange ha dicho públicamente:

Desde hace mucho tiempo hemos estado distribuyendo copias de seguridad cifradas de material que todavía no hemos publicado. Todo lo que tenemos que hacer es liberar la clave para que el material quede automáticamente disponible.

### 2011-2015
Interrogatorios en la cárcel de Guantánamo y Abu Ghraib - 2011
El 25 de abril de 2011 WikiLeaks dio a conocer fotografías e informes sobre los interrogatorios que se llevaban a cabo en las cárceles de Guantánamo y Abu Ghraib, donde se violaban los derechos humanos. Se reveló que personas afganas y pakistaníes habían sido encarcelados sin ningún tipo de juicio y que el preso más joven tenía 14 años.

#### Global Intelligence Files leak - 2013
La Filtración de archivos de correos electrónicos de la empresa Stratfor en 2012 (conocidos en inglés como Global Intelligence Files leak o Gifiles o The Stratfor files) se refiere a la publicación y difusión de correos electrónicos de carácter interno entre personal de la agencia de inteligencia privada y espionaje estadounidense Stratfor así como del personal de la empresa con sus clientes. Los correos comenzaron a publicarse por Wikileaks el 27 de febrero de 2012. Según WikiLeaks, existen unos 5 millones de correos electrónicos. Estos correos datan desde julio del 2004 hasta diciembre del 2011. Stratfor indicó que WikiLeaks obtuvo dichos e-mails gracias a Anonymous luego de que el sitio web de Stratfor haya sido hackeado en el año 2011.
WikiLeaks permite el acceso a una base de datos con los mensajes de correo electrónico a «dos docenas de medios de comunicación de todo el mundo». Entre esos medios de comunicación se encuentran los siguientes medios de habla hispana: Ciper (Chile), La Jornada (México), La Nación (Costa Rica), Página 12 (Argentina), Plaza Pública (Guatemala), Público (España). Algunos de los otros medios son Owni (Francia), Rolling Stone (Estados Unidos), The Yes Men (Bhopal Activistas).

### 2015-2020
Assange escribió en WikiLeaks en febrero de 2016: «Tengo años de experiencia en el trato con Hillary Clinton y he leído miles de sus mensajes oficiales. Hillary carece de juicio y empujará a Estados Unidos a guerras interminables y estúpidas que propagarán el terrorismo. ... ella ciertamente no debería convertirse en presidenta de Estados Unidos.»En una entrevista de 2017 realizada por Amy Goodman, Julian Assange dijo que elegir entre Hillary Clinton y Donald Trump es como elegir entre el cólera o la gonorrea. «Personalmente, no preferiría ninguno de los dos». La editora de WikiLeaks, Sarah Harrison, declaró que la página no elegía qué publicaciones perjudiciales dar a conocer, sino que publicaba la información de la que disponían. En conversaciones que se filtraron en febrero de 2018, Assange expresó su preferencia por una victoria republicana en las elecciones de 2016.
Tras publicar información sobre una amplia gama de organizaciones y políticos, WikiLeaks comenzó en 2016 a centrarse casi exclusivamente en la candidata presidencial demócrata Hillary Clinton. En las elecciones presidenciales estadounidenses de 2016, WikiLeaks solo expuso material perjudicial para el Comité Nacional Demócrata y Hillary Clinton. Según The New York Times, WikiLeaks programó una de sus grandes filtraciones para que se produjera en vísperas de la Convención Demócrata.
Thomas Joscelyn, investigador principal de Just Security, escribió que Assange sentía «odio hacia Clinton», de quien dijo que era una «sociópata sádica». Joscelyn escribió que «la connivencia de WikiLeaks con hackers del gobierno ruso durante la campaña presidencial de 2016» fue «posiblemente incluso más consecuente» que la filtración de documentos de la guerra de Irak, la filtración de documentos de la guerra de Afganistán y la filtración de cables diplomáticos de Estados Unidos. Según Joscelyn, «Assange se marcó como objetivo en 2016 contrarrestar a la “prensa liberal estadounidense”, a la que acusaba de apoyar a Clinton. Su objetivo era volver a esa misma prensa contra ella. Al final, con la ayuda de Rusia, Assange lo consiguió.»
El 7 de marzo de 2017, el portal aseguró haber obtenido los detalles de un programa de hackeo de teléfonos, ordenadores y televisores por parte del espionaje de Estados Unidos, y comenzó a filtrar miles de documentos relacionados que atribuye a la CIA. Incluyendo un programa llamado «Año Cero», que incluiría toda una serie de armas informáticas para poder hackear teléfonos y dispositivos producidos por compañías estadounidenses, como los iPhone de Apple, el sistema Android de Google, el Windows de Microsoft o los televisores Samsung con conexión a Internet, que se convertían en micrófonos encubiertos a través de los cuales espiar a sus usuarios.

### 2021-2025

#### The Intolerance Network(2021)
En 2021, Wikileaks reveló una base de datos, a la que denominó The Intolerance Network («La Red de Intolerancia»), con 17.000 documentos provenientes de la organización ultraconservadora española HazteOír y su brazo internacional CitizenGo. Los documentos muestran el funcionamiento interno de las organizaciones y su red de donantes, entre los que figuran numerosos millonarios y altos ejecutivos de empresas españolas e internacionales. La filtración también incluye documentos acerca de la organización secreta católica El Yunque. El editor de WikiLeaks, Kristinn Hrafnsson declaró al respecto: «A medida que los grupos políticos de ultraderecha han ganado fuerza en los últimos años con ataques crecientes contra los derechos de las mujeres y de las personas LGBTQI+, es valioso tener acceso a documentos de quienes han presionado por estos cambios a nivel mundial. La gente tiene derecho a saber dónde se gestan las tácticas políticas».

## Bloqueo a WikiLeaks: Censura gubernamental, cancelación de servicios y ataques cibernéticos
A causa de la información sensible que alberga el portal WikiLeaks en agosto de 2010 el Partido Pirata sueco firmó con WikiLeaks un acuerdo para alojar su página web y poder conseguir la inmunidad de su página. Sin embargo, debido a la derrota electoral de este partido, no prosperó la iniciativa de ofrecer inmunidad a WikiLeaks.
Ante los ataques de negación de servicio (DDoS), por la filtración Cablegate el 30 de noviembre de 2010 WikiLeaks muda su información a los servidores Amazon EC2 de computación en nube de Amazon.
La República Popular China, como parte de su política de censura informática, bloqueó los enlaces cibernéticos al sitio de WikiLeaks el miércoles 1 de diciembre de 2010 ante la posibilidad de revelaciones de cables diplomáticos estadounidenses enviados por las embajadas de Estados Unidos en Seúl y Pekín, en referencia a Corea del Norte, aliado de China.
El día 1 de diciembre Amazon, ante las presiones del senador Joe Lieberman, deja de albergar a WikiLeaks. WikiLeaks, a través de Twitter, señala que si Amazon está en contra de la Primera Enmienda debería dejar de vender libros. El Congreso de EE. UU. quiere callar totalmente a WikiLeaks en el país prohibiendo su acceso y en el resto del mundo eliminando de Internet su existencia, asunto que ya ha intentado con anterioridad.
El día 2 de diciembre de 2010 la empresa proveedora EveryDNS decide la rescisión del contrato con WikiLeaks cortando su acceso el día 2 de diciembre a las 10 de la noche. El ministro francés Eric Besson pide a OVH que deje de albergar el portal de WikiLeaks. El Partido Pirata suizo ofrece alojamiento a WikiLeaks con la nueva dirección wikileaks.ch y dos direcciones IP de acceso directo: http://46.59.1.2 o http://213.251.145.96 entre otras.
El 3 de diciembre se ha llevado a cabo una reforma de ley en Estados Unidos conocida como el Acta SHIELD (Securing Human Intelligence and Enforcing Lawful Dissemination), una modificación del Acta de espionaje que prohíbe la publicación de información clasificada sobre secretos cifrados o comunicaciones internacionales de inteligencia.
El día 4 de diciembre de 2010 PayPal cancela la cuenta que tenía con WikiLeaks, a través de la cual la organización obtenía financiación en forma de donaciones, aduciendo una supuesta violación de las políticas de uso en referencia a que no están permitidas «actividades que defiendan, promuevan, faciliten o induzcan a otros a participar en actividades ilegales». El portal geek alt1040, entre otros, han convocado un boicoteo de Amazon y Paypal por negar el servicio a WikiLeaks.
Por ejemplo en una reacción al bloqueo de la dirección central, simpatizantes han creado más de mil espejos (en enero de 2011, unos 1.400) de WikiLeaks.
Posteriormente, el 6 de diciembre, MasterCard comunicó que no iba a aceptar su sistema como medio de pagos a WikiLeaks. Ese día, PostFinance - Swiss Postal también bloqueó la posibilidad de donaciones o pagos a WikiLeaks.
El 6 de diciembre en defensa de WikiLeaks, el grupo de Internet Anonymous lanza una Operation Payback (ciberataques), contra PostFinance y PayPal por el bloqueo de las cuentas de WikiLeaks. Existe un vídeo en YouTube dirigido al gobierno de Estados Unidos explicando que la Operation Payback es contra las leyes del ACTA, la censura en Internet y el copyright. WikiLeaks ha manifestado que no está ni a favor ni en contra de los ataques cibernéticos en su defensa, pero ha afirmado que son la expresión de una parte de la opinión pública.
El 7 de diciembre de 2010 Visa retira la capacidad de hacer donaciones o pagos a WikiLeaks. En respuesta el 8 de diciembre, la empresa islandesa DataCell, que facilita los pagos a WikiLeaks, decidió «tomar acciones legales inmediatas para hacer posibles las donaciones de nuevo», afirmó el jefe ejecutivo de la compañía Andreas Fink, anunciando que demandará a MasterCard y a Visa.
El 9 de diciembre de 2010 Twitter canceló la cuenta de uno de los grupos de apoyo a WikiLeaks, Anonymous y después Facebook eliminó la página de Operation Payback (Operación venganza) de ataques DDoS en defensa de WikiLeaks en lo que ya se considera por parte de miembros de Anonymous como una guerra digital para proteger la libertad de información en Internet.
El 10 de diciembre de 2010, Anonymous decide modificar su estrategia de ataques a quienes han bloqueado a WikiLeaks, menos ataques DDoS y más divulgación de las filtraciones de WikiLeaks.
El Tribunal de Distrito de Reykjavík dictaminó que Valitor, que gestiona los pagos de Visa y MasterCard en Islandia, no tenía razón cuando le impidió titulares de la tarjeta de donación de fondos para el sitio. El tribunal dictaminó que el bloqueo debe ser retirado dentro de los 14 días o Valitor será multado con el equivalente a unos 6.000 dólares al día.

## Apoyos y críticas

### Apoyos

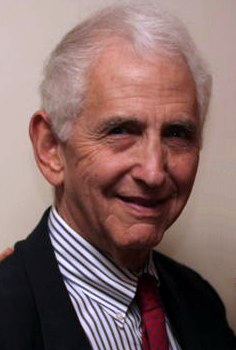
Daniel Ellsberg (2006), el hombre que divulgó los Pentagon Papers en 1971, ha apoyado en numerosas ocasiones a WikiLeaks.

En julio de 2010, el presidente de Veterans for Peace, Mike Ferner, editorializó favorablemente sobre WikiLeaks.
El documentalista John Pilger escribió un editorial en agosto de 2010 a favor de defender a WikiLeaks, pues para él «representa a los intereses de la responsabilidad pública y una nueva forma de periodismo reñida con la dominación y el cinismo».
Daniel Ellsberg, el hombre que divulgó los Pentagon Papers en 1971, es un frecuente defensor de WikiLeaks.
El congresista republicano por Texas Ron Paul es el primer político estadounidense que se expresó públicamente a favor del fundador de WikiLeaks, Julian Assange, porque «en una sociedad libre se supone que sepamos la verdad». Su colega de Florida Connie Mack IV también elogió a WikiLeaks.
El 9 de diciembre de 2010 el, entonces, presidente de Brasil, Lula da Silva, defiende a WikiLeaks y la libertad de expresión. Lula señala que la detención de Julian Assange atenta contra la libertad de expresión.
También en 2010, su fundador y Wikileaks recibieron el Sam Adams Award por su trabajo mostrando las malas prácticas de los servicios de inteligencia.
El 1 de febrero de 2011, un miembro del parlamento noruego Snorre Valen, del Partido de la Izquierda Socialista, remitió la nominación de WikiLeaks al Premio Nobel de la Paz.
Por su parte, desde las páginas del matutino montevideano El País, Hebert Gatto realizó un elogio a WikiLeaks.
Durante la campaña electoral de 2016, Donald Trump se posicionó a favor del portal en varias ocasiones.

### Críticas
WikiLeaks ha recibido críticas de múltiples fuentes.
En 2007 John Young, operador de Cryptome, abandonó su puesto en el directorio de WikiLeaks y acusó al grupo de ser «un conducto de la CIA». También dudó públicamente de la capacidad de WikiLeaks de proteger el anonimato de los informantes.
En 2011, el teórico de la conspiración hispano-lituano Daniel Estulin publicó la obra «Desmontando Wikileaks». Según las tesis de este autor, Wikileaks sería un montaje con el que se pretende poder establecer la censura en Internet, justificándola por razones de seguridad y orden público.